# Девушка по вызову (фильм)
«Девушка по вызову» (англ. The Girlfriend Experience) — фильм Стивена Содерберга, который он снял в Нью-Йорке в 2008 году. Главную роль в фильме исполнила бывшая порноактриса Саша Грей.

## Сюжет
Действие драмы разворачивается во время выборов президента в 2008 году
и рассказывает о девушке по вызову с Манхэттена, которая сталкивается с проблемами по поводу её парня, клиентов и работы.

## Работа над фильмом
Рабочий материал фильма был продемонстрирован на кинофестивале «Сандэнс» в январе 2009 года. Содерберг заметил, что при создании этого фильма его вдохновляли фильмы «Красная пустыня» Микеланджело Антониони и «Шёпоты и крики» Ингмара Бергмана.

## В ролях
- Саша Грей — Челси
- Крис Сантос — Крис
- Филип Эйтан — Филлип
- Колби Трэйн — Ожидающий
- Питер Зиззо — Зиззо

## Критика
На агрегаторе Rotten Tomatoes фильм имеет 66%-й рейтинг «свежести», выведенный на основании 137 рецензий. Критический консенсус сайта гласит: «Последняя малобюджетная работа Стивена Содерберга поразительно проработана, но эмоционально бедна». На агрегаторе Metacritic рейтинг фильма составил 66 баллов из 100 на основании 26 рецензий.